# Hälsingland
Hälsingland – prowincja historyczna (landskap) w środkowej Szwecji, położona w południowej części Norrland nad Zatoką Botnicką. Graniczy od południa z Gästrikland, od zachodu z Dalarna i Härjedalen oraz od północy z Medelpad.

## Książęta Hälsingland
Od 1772 książęta (od 1980 również księżniczki) Szwecji otrzymują tytuł księcia szwedzkiej prowincji. Obecnie tytuł księżnej Hälsingland nosi:
- Magdalena (ur. 1982), księżna Hälsingland i Gästrikland